# Typhlodromus torbatejamae
Typhlodromus torbatejamae är en spindeldjursart som först beskrevs av Denmark och Maryam I. Daneshvar 1982.  Typhlodromus torbatejamae ingår i släktet Typhlodromus och familjen Phytoseiidae. Inga underarter finns listade i Catalogue of Life.